# Ветер «Надежды»
«Ве́тер „Наде́жды“» — советский фильм режиссёра Станислава Говорухина, снятый на киностудии имени М. Горького в 1977 году.

## Сюжет
Фильм повествует о курсантах морских училищ, направляющихся в Австралию на учебном паруснике «Надежда», чтобы принять участие в международной парусной регате. Героев ждали первые приключения в их «морской» жизни: пересечение нескольких морей, покорение океана и даже спасение терпящей бедствие экспедиции вулканологов на мифическом острове Большая Берта не менее мифического архипелага Сан-Пуатье в Тихом океане.
Для главных героев это плавание является своеобразным тестом на стойкость и мужество, по итогам которого отберутся лучшие…

## В ролях
- Павел Махотин — Михаил Иванович, капитан парусника
- Алексей Миронов — боцман Петрович
- Александр Фёдоров — Володя Гриманин
- Юрий Шлыков — Лёша Зырянов
- Виталий Махов — Валерка Носов
- Юрий Земляков — Семён
- Георгий Маргвелашвили — Гия
- Сергей Фёдоров — Вася
- Лев Дуров — мореплаватель-одиночка

## Съёмочная группа
- Режиссёр: Станислав Говорухин
- Сценаристы: Станислав Говорухин, Борис Лобков
- Оператор: Александр Филатов
- Композитор: Евгений Геворгян
- Звукооператор: Николай Шарый
- Художник: Николай Емельянов

## Звуковая дорожка
В фильме звучат 5 песен Владимира Высоцкого в авторском исполнении, в сопровождении оркестра, записанных на Ялтинской киностудии в 1976 году:
- «Начальная песня» (Этот день будет первым всегда и везде…).
- «Шторм» (Мы говорим не «штормы», а «шторма»…).
- «Гимн морю и горам» (Заказана погода нам Удачею самой…)
- «Становись моряком» (Вы в огне да и в море вовеки не сыщете брода…)
- «Горная лирическая» («В среду», «Надежда») (Ну вот, исчезла дрожь в руках…)

Дополнительно в картине использованы отрывки ещё 2-х песен поэта (в неавторском исполнении):
- «Одна научная загадка, или Почему аборигены съели Кука».
- «Пиратская песня» (Был развесёлый розовый восход…).

Осталась не использованной в фильме песня
- «Мореплаватель-одиночка» (Вот послал Господь родителям сыночка...)

посвящённая сыгранному Львом Дуровым моряку Шиманскому.

## Факты
- В начальных титрах название парусника «Надежда» дано без кавычек, но с прописной буквы. Под этим названием в фильме показан барк «Товарищ». Фильм снимался в Таллине на паруснике «Вега» Таллинского мореходного училища в 1976 г.[источник не указан 807 дней]
- Курсанты на судне смотрят фильм «Дети капитана Гранта», поставленный по одноимённому роману Ж. Верна, впоследствии также экранизированному Говорухиным.